# 대한민국-예멘 관계
대한민국과 예멘은 1992년에 외교 관계 수립에 합의하였다. 당시 예멘은 북예멘과 남예멘으로 나뉘어져 있었는데, 아랍 사회주의 성향의 북예멘과는 1985년에, 공산주의 성향의 남예멘과는 1990년에 수교하였다. 예멘 통일 이후에도 한국은 양국은 과거 각국의 수도에 대사관을 설치 및 운영하고 있었으나, 제1차 예멘 내전 및 제2차 예멘 내전의 장기화에 따라 모두 대사관을 철수시킨 상황이다. 한국은 주사우디아라비아 한국대사관이, 예멘은 주일본 예멘 대사관이 업무를 겸임한다. 
대한민국은 예멘에게 무상 및 유상 원조와 약 1,425만 미국 달러 인도주의적 지원을 했다. 후티 반군과 예멘 정부간 싸움이 끝나지 않고, 2018년 예멘 내전이 격화됨에 따라 예멘에서 피난을 온 사람들이 제주특별자치도에 정착하였다. 약 500명의 예멘인들 중 난민의 지위를 받은 이들은 소수이고, 대다수가 인도적 체류를 허가 받았다. 2010년대 후반에 예멘 난민을 받는 과정에서 한국 사회에서 크고 작은 잡음이 있었으나, 시간이 흘러 가라앉았다.

## 연혁
- 1985년 북예멘과 국교 수립
- 1990년 남예멘과 국교 수립

## 같이 보기
- 대한민국의 대외 관계
- 예멘의 대외 관계
- 2009년 예멘 세이윤 폭탄 테러 사건
- 제주 난민 사태